# Montse Padrós Marquès
Montse Padrós Marquès (Badalona, 1952) és una interiorista i dissenyadora industrial.
Es gradua l'any 1978 a l'Escola de Disseny ELISAVA i a l'Escola d'Arts i Oficis de Barcelona. Inicia la seva trajectòria professional al despatx d'arquitectura MBM arquitectes, col·laborant amb Lluís Pau. Més endavant treballarà com a interiorista per a l'estudi de Joaquim Prats i per a AD Associate Designers. Sòcia de l'ADP i del Col·legi Oficial de Decoradors, treballa pel seu compte des del 1991: exercint d'interiorista i dissenyadora i col·laborant en alguns projectes amb Carles Riart. Entre els seus dissenys cal destacar el penjador Ona (1990), dissenyat en col·laboració amb Carles Riart i pel qual va rebre un Premi Delta d'Or, i els llums Parellada (1991). Al Museu del Disseny de Barcelona es conserven dos exemplars del penjador Ona, així com un bol que va dissenyar per a l'empresa Lékué. Montse Padrós va ser una de les dissenyadores presents a l'exposició Som aquí. Les dones en el disseny 1900-avui, organitzada per aquest museu el 2023, que recuperava les dissenyadores pioneres dels anys 1960, 1970 i 1980 a Catalunya.